# Constantin II de Constantinople
Pour les articles homonymes, voir Constantin II.
Constantin II est patriarche de Constantinople du 8 août 754 à sa déposition le 30 août 766, et est exécuté en octobre 767.

## Carrière
Avant son accession au patriarcat, il est moine, et un temps évêque de Syllaion (près de l'actuelle Antalya, en Pamphylie). Il n'occupe plus son siège d'évêque en 754, pour une raison inconnue. Son prédécesseur Anastase est mort en janvier de cette année, et entre le 10 février et le 8 août a lieu le concile de Hiéreia, qui adopte officiellement l'iconoclasme comme un dogme de l'Église byzantine. Pendant la durée de ce concile l'empereur Constantin V s'abstient de désigner un nouveau patriarche, et la présidence est assurée principalement par le métropolite d'Éphèse, Théodose, fils de l'ex-empereur Tibère III. Le 8 août a lieu la séance finale solennelle au palais des Blachernes, où l'horos du concile est lu et l'empereur acclamé. C'est pendant cette séance que Constantin V présente à l'assistance le nouveau patriarche de Constantinople qu'il a choisi, et fait avaliser ce choix. Le 27 août, au Forum, l'empereur et le patriarche côte-à-côte font donner lecture à la population des décisions du concile.
Constantin de Syllaion est un moine austère, qui devient le conseiller spirituel de l'empereur. Pendant les années suivantes, aucune persécution contre les adversaires de l'iconoclasme n'a lieu, bien que beaucoup de moines expriment leur opposition, mais les succès militaires de l'empereur contre les Bulgares lui assurent le soutien de l'opinion publique. L'ermite Étienne le Jeune, établi sur le mont Auxence, près de Chalcédoine, devient le porte-voix de l'opposition au concile, et peut-être de revendications monastiques plus générales ; il a des admirateurs et des disciples jusque parmi les dignitaires de la cour. Exaspéré, et craignant sans doute un complot, l'empereur le fait arrêter vers 763 et enfermer d'abord dans un monastère de Chrysopolis, puis sur l'île de Proconnèse. Il est conduit en 765 dans la prison de Phialê, à Constantinople, et interrogé par l'empereur lui-même. Condamné à mort, il est finalement exécuté le 20 novembre 765. Des mesures de répression sont prises contre les partisans d'Étienne, et contre les moines en général. Tous les détenteurs d'une charge civile ou ecclésiastique, le patriarche compris, doivent alors prêter serment de ne pas vénérer d'icônes.
En juin-juillet 766, Constantin V organise une nouvelle expédition contre les Bulgares, mais la flotte qu'il a envoyée le long de la côte de la mer Noire est prise dans une tempête et détruite, une bonne partie des équipages noyée. De retour dans la capitale, l'empereur doit affronter la défaveur de l'opinion. Pendant des jeux organisés à l'Hippodrome, il ordonne une parade humiliante de moines et de nonnes se tenant par la main. Quelques jours plus tard, un complot est découvert parmi les plus hauts dignitaires de la cour : dix-neuf sont d'abord arrêtés, y compris le Logothète du Drome, son frère le commandant de la garde des Excubiteurs, et trois stratèges de thèmes. Les deux premiers sont décapités, les autres aveuglés. La poursuite de l'enquête implique l'éparque de Constantinople, Procope, et le patriarche Constantin. Tous deux sont arrêtés et incarcérés, le patriarche le 30 août, d'abord dans le palais de Hiéreia, sur la rive asiatique du Bosphore, puis dans une des Îles des Princes. Il est déposé et remplacé le 16 novembre par l'eunuque Nicétas.
Après un an de détention, en octobre 767, le patriarche, ayant reçu le fouet, est promené en public sur un âne, la tête tournée vers la queue, et il est finalement décapité.